# Robert Solow
Robert Merton Solow (23. srpna 1924 Brooklyn, New York, USA – 21. prosince 2023 Lexington, Massachusetts) byl americký ekonom známý v první řadě svým modelem exogenního růstu (Solowův model růstu), který postavil na své teorii ekonomického růstu.  
Byl je emeritním profesorem ekonomie Massachusettského technologického institutu (M.I.T.), na kterém působil od roku 1949. Je nositelem medaile Johna Batese Clarka (1961), Nobelovy ceny za ekonomii (1987), Prezidentské medaile svobody (2014, z rukou Baracka Obamy) a řady dalších ocenění. Čtyři jeho doktorandští studenti – George Akerlof, Joseph Stiglitz, Peter Diamond a William Nordhaus – se rovněž stali laureáty Nobelovy ceny za ekonomii.  

## Život
Robert Solow se narodil 23. srpna 1924 v newyorském Brooklynu jako první ze tří dětí nebohaté židovské rodiny. Jeho rodiče, ačkoliv Solowem považováni za velice inteligentní, zůstali z finančních důvodů bez vysokoškolského vzdělání. V září roku 1940 získal stipendium na Harvardově univerzitě a začal se studiem sociologie, antropologie a základů ekonomie.
Po vstupu Spojených států do druhé světové války Solow roku 1942 opustil univerzitu a vstupuje do armády. Díky své perfektní znalosti němčiny se dostal do jednotky jejímž hlavním cílem bylo zachycení a následná interpretce německých zpráv. Krátce sloužil v Severní Africe a na Sicílii. Delší dobu strávil v Itálii odkud byl v srpnu 1945 propuštěn. Krátce po návratu z Evropy se po šestiměsíčním vztahu oženil s Barbarou Lewis.
V roce 1945 se vrátil na Harvard, kde studoval pod Wassilym Leontiefem. Jako jeho výzkumný asistent vytvořil první sadu kapitálových koeficientů pro input – output model. Poté se začal zajímat o statistiky a pravděpodobnostní modely. V letech 1949–1950 strávil stipendijní rok na Kolumbijské univerzitě, kde intenzivněji studoval statistiku. Během tohoto roku rovněž pracoval na své disertační práci pro Ph.D. – průzkumný pokus modelovat změny ve velikosti rozdělení mzdového příjmu pomocí interakčních Markovových procesů pro nezaměstnanost a mzdové sazby.
V roce 1949, těsně před jeho odchodem do Kolumbie, mu na M.I.T. byla nabídnuta funkce pomocného profesora ekonomie, kterou přijal. Následně na M.I.T. vyučoval kurzy statistky a ekonometrie. Svůj zájem však postupně směřoval k makroekonomii. Téměř 40 let spolupracoval Solow s Paulem Samuelsonem na mnoha významných teoriích: von Neumannova teorie růstu (1953), teorie kapitálu (1956), lineární programování (1958), Philipsova křivka (1960).
Zastával také několik vládních pozic včetně funkce vrchního ekonoma Rady ekonomických poradců (CEA) (1961–1962) a člena prezidentské komise pro správu příjmů (1968–1970). Jeho studie se zaměřovala především na oblasti politiky zaměstnanosti a růstu a na teorii kapitálu.
V roce 1961 získal cenu Johna Batese Clarka Americké ekonomické asociace pro nejlepšího ekonoma do čtyřiceti let. V roce 1979 byl předsedou tohoto sdružení. V roce 1997 získal Nobelovu cenu za ekonomii za analýzu hospodářského růstu a v roce 1999 získal americké Národní vyznamenání za vědu. V roce 2011 mu byl udělen čestný doktorát na Tuftsově univerzitě.
Solow založil Cournotovu nadaci a Cournotovo centrum (na počest francouzského filosofa a matematika Augustina Cournota). Po smrti svého kolegy Franca Modiglianiho přijal post předsedy I.S.E.O. (italského neziskového kulturního sdružení), které organizuje mezinárodní konference a letní školy. Byl rovněž správcem Economists for Peace and Security (EPS) (globální organizace propagující nenásilné řešení světových problémů).
Mezi Solowovy bývalé studenty patří Peter Diamond (laureát Nobelovy ceny za ekonomii za rok 2010), dále pak Michael Rothschild, Halbert White, Charile Bean, Michael Woodford a Harvey Wagner.

## Teorie ekonomického růstu
Solowův model ekonomického růstu, známý také jako Solowův–Swanův neoklasický růstový model, byl nezávisle objeven Trevorem W. Swanem a následně publikován v „The Economic Record“ v roce 1956. Tento model umožňuje rozdělení determinantů ekonomického růstu na zvýšení vstupů (práce a kapitál) a na technický pokrok. Model lze nazvat jako exogenní růstový model, a to z důvodu jeho míry úspor, která se považuje za exogenně danou.Podle svého modelu pak Solow v roce 1957 vypočítal, že přibližně čtyři pětiny produkce růstu americké produkce na jednoho pracovníka, lze připsat technickému pokroku.
Solow byl také první, kdo vyvinul růstový model s různými ročníky kapitálu. Princip Solowova modelu růstu spočívá v tom, že nový kapitál je cennější než kapitál starší, jelikož nový kapitál je produkován známou technologií. Solow uvádí, že kapitál musí být konečnou entitou, protože všechny zdroje na Zemi jsou omezené. V rámci jeho modelu se dále předpokládá, že bude tento nový kapitál produktivnější a cennější.Na určitou dobu se tato teorie kvůli kritice dál nerozvíjela. Úspěšně jí pak rozpracovali v následném výzkumu až Jeremy Greenwood, Zvi Hercowitz a Per Krussell. Ti tvrdili, že pokles cen investic a zboží by mohl být použit ke měření technologického pokroku. Tuto představu označili jako tzv. investment-specicific technological progress. Jejich teorii pak v roce 2001 Solow potvrdil. Později Paul Romer a Robert Lucas Jr. vyvinuli alternativy k Solowově neoklasickému modelu růstu.
Aby lépe vysvětlil význam svého díla, použil Solow k vyjádření svých konceptů grafický design. Na osu x umístil kapitál pracovníka a na osu y jeho výkon. Pro tyto proměnné se rozhodl na základě předpokladu, že je ve státě stoprocentní zaměstnanost. Horní křivka grafu představuje produkci produkovanou na každé dané úrovni kapitálu. Střední křivka ukazuje klesající povahu kapitálu, která ale zůstává stále pozitivní. Dolní křivka vyznačuje úspory a výdaje na pracovníka. Místo, kde se tyto poslední dvě křivky setkávají, je známé jako stála úroveň státu. To znamená, že stát produkuje jen tolik, aby byl schopný nahradit starý kapitál. Země, které jsou blíž k ustálené úrovní z levé strany mají ekonomický růst pomalejší než země, kterou jsou blíže vrcholu grafu. Pokud jsou ale země na pravé straně od ustálené úrovně tak je jejich ekonomický růst nulový. Výnosy těchto státu jdou pouze na náhradu a opravu starého kapitálu.
Po zveřejnění Solowých teorií, bylo navrženo mnoho sofistikovanějších modelů hospodářského růstu, které vedly k diskuzím a různým závěrům o jeho příčinách. Například, že lidé konstantě v určité míře šetří a na základě toho byl tedy rozpracován rámec spotřebitelské optimalizace pro odvození chování v oblasti šetření a úspor. Což umožňuje, aby se sazby úspor lišily v různých časových bodech v závislosti na příjmech.
V 80. letech se výzkum zaměřil na roli technologického pokroku v ekonomice, což vedlo k vývoji endogenní teorie růstu (nová teorie růstu). V dnešní době ekonomové využívají Solowu teorii k odhadu jednotlivých dopadů technologického vývoje, kapitálu a práce na ekonomický růst.

## MIT (1960–1979)
Na počátku šedesátých let byl Massachusettský technologický institut (MIT) hlavním místem kde působili tzv. „growthmen“. Tedy ti, kteří se zabývali teoriemi ekonomického růstu. Jedním z nich byl například Paul Samuelson, který vydal vysokoškolskou učebnici Economics: An Introductory Analysis. Do šestého vydání této knihy Samuleson přidal novou kapitolu o teorii ekonomického růstu. Čerpal z práce svého mladšího kolegy Roberta Solowa. Ekonomové na MIT byli „growthmen“ ve dvou smyslech: za prvé považovali růst za absolutně ústřední politický imperativ a za druhé vnímali teorii růstu jako hlavní zaměření ekonomického výzkumu. Tito ekonomové přispěli novým stylem analýzy, který usnadnil řešení dominantních politických problémů. Solowův model byl typickým příkladem MIT stylu. Poskytl ústřední rámec pro další vývoj teorie růstu a potvrdil MIT jako centrum výzkumu této teorie v 60. letech.

## Vzestup „growthmen“ (1979–2001)
Ekonomové vedeni Solowen a Samuelsonem tzv. „growthmen“ rozšířili své působení i mimo MIT po celém světě. Učení a školu těchto ekonomů lze vidět ve čtyřech až pěti různých perspektivách. Zaprvé jako ústřední politickou iniciativu; za druhé, jako předmět dalšího výzkumu; zatřetí, jako kulturu a způsob života; za čtvrté, jako náboženskou víru; a za páté, jako zlatý věk teorie ekonomického růstu.  

## Výběr z bibliografie
- Capital Theory and the Rate of Return (1963)
- The Nature and Sources of Unemployment in the United States (1964)
- Price Expectations and the Behavior of the Price Level (1969)
- Growth Theory: An Exposition (1970)
- The Story of a Social Experiment and Some Reflections (1980)

## Vyznamenání
- velkokříž Řádu prince Jindřicha – Portugalsko, 27. listopadu 2006[1]
- Prezidentská medaile svobody – USA, 2014[2]